# Guvernementet Moskva
Guvernementet Moskva var ett guvernement i Kejsardömet Ryssland och i Sovjetunionen 1708–1929.
Guvernementet begränsades i väster av guvernementet Smolensk,
i norr av Tver, i nordöst av Vladimir, i öster av Rjazan,
i söder av Tula och Kaluga. Guvernementet hade en yta 33 304 km2 och 3 215 400
invånare (1910), nästan alla ryssar.
Guvernementet bestod av en av obetydliga höjder avbruten slätt samt vattnas i norr av Volga och dess biflod Sestra, i söder av Oka med dess biflod
Moskva, vilken upprann i guvernementet Smolensk och faller ut i Oka vid Kolomna efter ett lopp av
491 km mitt igenom guvernementet Moskva; den var segelbar från huvudstaden. Åtskilliga kärrtrakter fanns,
särskilt i norr, som var bevuxna med stora skogar,
oaktat den oerhörda förbrukningen av ved.
Jorden var inte synnerligen bördig, men sköttes bättre än i de flesta andra trakter av Ryssland. Råg, havre, korn och
potatis var de viktigaste jordbruksalstren. Däremot odlades vete nästan icke alls, men väl hampa och lin
samt i stor skala lök och kål. Trädgårdsskötsel idkades i stor utsträckning i vissa distrikt. Boskapsskötseln täckte inte behovet. Många berömda stuterier låg där.
Guvernementet bildade mitten av ett stenkolsfält,
som utbredde sig över guvernementen Rjazan, Kaluga, Tula, Tver, Orel och
Nizjnij Novgorod. Därför intar Moskva första platsen bland alla guvernementen med hänsyn till industrins utveckling. 1900 fanns där 2 386
industrietablissemang med ett produktionsvärde av omkring 350 miljoner rubel och 280 750 arbetare (inklusive staden Moskva).
Viktigast var bomullsindustrin (108 500
arbetare), vidare klädesindustrin, silkesspinnerier och väverier, färgerier och kattuntryckerier,
kemisk industri och järnindustri. Såsom hemslöjd
drevs träsnideri och tillverkning av snörmakeri-
och papiermachéarbeten. 165 000 personer lär ha sysselsatt sig med dessa slöjdgrenar.
Guvernementet var delat i 13 kretsar: Bogorodsk, Bronnitsy, Dmitrov, Klin, Kolomna, Mosjajsk, Moskva, Podolsk, Ruza, Serpuchov, Svenigorod, Vereja och Volokolamsk.
- Wikimedia Commons har media som rör Guvernementet Moskva.